# Hormius tenuicornis
Hormius tenuicornis är en stekelart som beskrevs av Graham 1986. Hormius tenuicornis ingår i släktet Hormius och familjen bracksteklar. Inga underarter finns listade i Catalogue of Life.